# Piazza Martiri della libertà (Pisa)

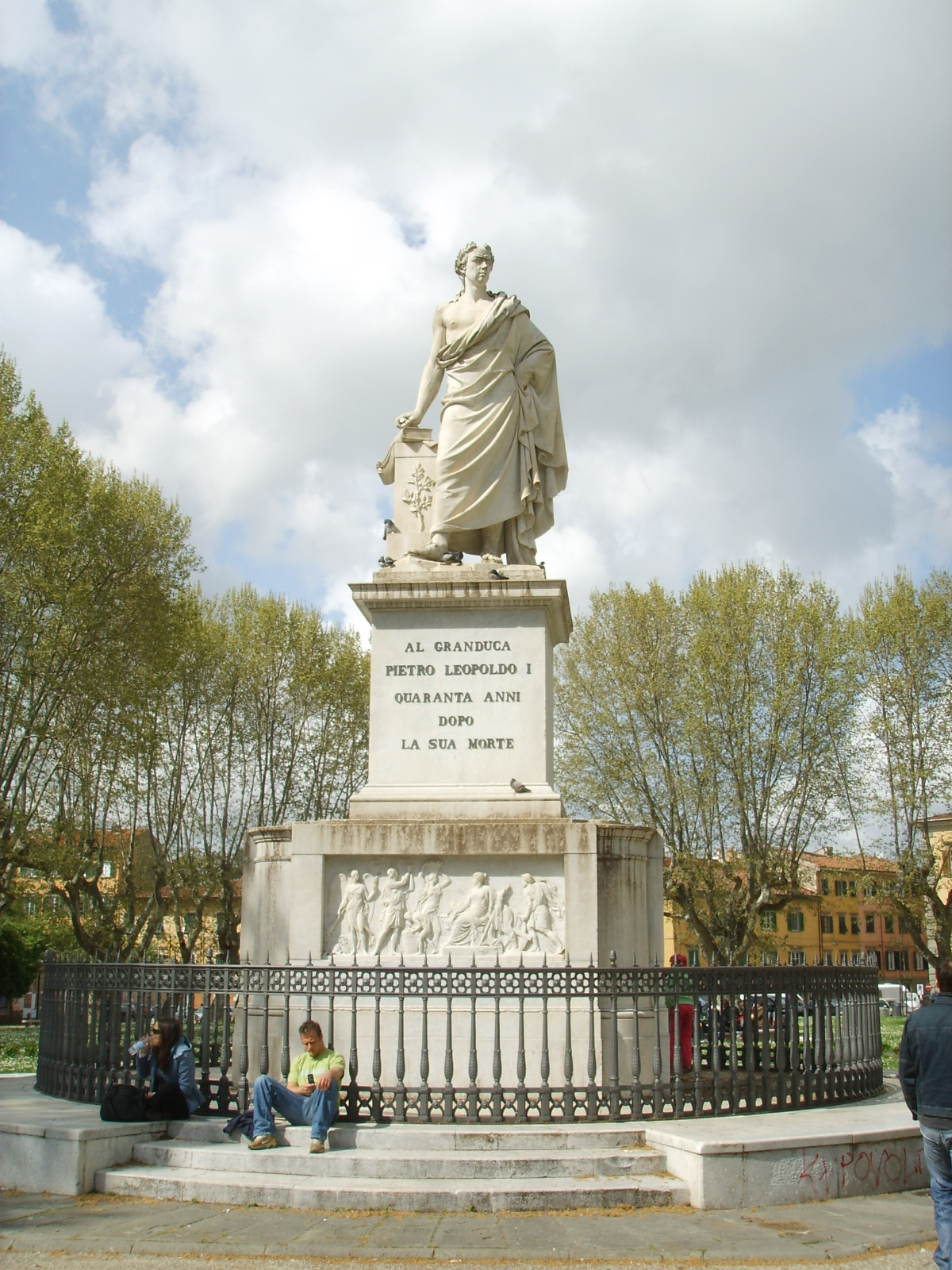
Monumento a Pietro Leopoldo

Piazza Martiri della Libertà, già piazza Santa Caterina, si trova a Pisa, nei pressi della chiesa di Santa Caterina d'Alessandria.

## Storia
Originariamente l'area della piazza era occupata dal monastero di San Lorenzo: profanato durante il periodo napoleonico, il complesso divenne sede del Dipartimento del Mediterraneo, per essere ceduto, al ritorno dei Lorena, alla comunità pisana.
Il convento fu demolito intorno al 1815 e, al contempo, furono avviati alcuni studi per la sistemazione urbanistica della piazza.
Nel 1817 fu indetto un concorso, dal quale uscì vincitore il progetto di Tommaso Poschi.
Il disegno del Poschi fu attuato molto lentamente e negli anni successivi fu messa a dimora esclusivamente una doppia fila di alberi delimitanti uno spazio ovale.
Nel 1827, abbandonato il progetto iniziale, l'architetto Alessandro Gherardesca fu incaricato di ultimare l'opera: con i pochi fondi a disposizione, egli delimitò la piazza con un grande prato circondato da viali e cippi marmorei agli ingressi, mentre al centro, alla convergenza dei viali, pose una colonna marmorea.
Nel 1829 una commissione avviò una raccolta di fondi per sostituire la colonna con una statua del granduca Pietro Leopoldo.
Il basamento, progettato ancora dal Gherardesca, fu ornato con bassorilievi di Emilio Santarelli e Temistocle Guerrazzi, rispettivamente raffiguranti l'opera restauratrice del granduca verso agricoltura e commercio e la protezione accordata alle Arti.
La scultura del sovrano, realizzata da Luigi Pampaloni, fu inaugurata nel 1833 e nel 1835 furono completati anche i sedili marmorei intorno alla piazza.